# Ataque del cruce fronterizo de Karni
El ataque en el cruce fronterizo de Karni fue un ataque suicida palestino currido el 13 de enero de 2005 en la terminal peatonal/de carga del cruce fronterizo de Karni, ubicada en la barrera israelí de la Franja de Gaza. Seis colonos israelíes murieron en el ataque y cinco más fueron heridos.
Las Brigadas de Ezzeldin Al-Qassam (brazo armado de Hamás), las Brigadas de los Mártires de Al-Aqsa y losComités de Resistencia Popular reivindicaron el ataque conjunto.

## Ataque
El martes El 13 de enero de 2005, alrededor de las 22:45 horas, un escuadrón de tres militantes palestinos armados con fusiles AK-47 y granadas de mano aparcó un camión cargado con un artefacto explosivo de 200 libras,en el lado palestino de la valla, cerca de una puerta de hierro que separa los lados israelí y palestino en el puesto de control del cruce de Karni. A las 22:45 horas, el escuadrón detonó los explosivos, lo que creó un agujero en la puerta de hierro. Inmediatamente después, los militantes penetraron en el lado israelí del cruce de Karni a través del agujero en la puerta de hierro. El escuadrón militante lanzó granadas y disparó sus armas de asalto contra los civiles israelíes que se encontraban en el lugar.
Durante el ataque, el escuadrón militante palestino logró matar a 6 civiles israelíes (conductores de camiones y trabajadores de la Autoridad Portuaria) y además logró herir a cinco civiles israelíes.
El intercambio de disparos posterior entre los soldados israelíes estacionados en el lugar y los militantes palestinos resultó en la muerte de los tres atacantes.

## Perpetradores
Tres grupos militantes palestinos se atribuyeron la responsabilidad conjunta del ataque, entre ellos Hamás, las Brigadas de los Mártires de Al Aqsa y los Comités de Resistencia Popular.
Tras el ataque, Abu Abir, portavoz de los Comités de Resistencia Popular, declaró a la prensa que "el ataque es una continuación de la resistencia".

## Reacciones oficiales
Los funcionarios israelíes declararon: "El primer ministro ha ordenado la suspensión de todos los contactos con los representantes de la Autoridad Palestina y el cierre de todas las terminales de Gaza hasta que se tomen medidas reales contra los actos terroristas".
El recién elegido presidente de la Autoridad Nacional Palestina, Mahmud Abás, condenó el ataque.